# Bouto
Pour les articles homonymes, voir Bouto (homonymie).
Pour la danse japonaise, voir Butō.
Bouto est une ville d'Égypte antique du delta du Nil, qui se situe dans le sixième nome de Basse-Égypte, le nome du « Taureau de la montagne » (ou taureau du désert) (kA Dw), à environ 90 km à l'est d’Alexandrie.
La ville est identifiée pour la première fois à l'actuel site de Tell el-Farâˁûn (ou Tell el-Farain, litt. La colline des Pharaons) par Sir William Matthew Flinders Petrie en 1886. Bouto est un site important de la Basse-Égypte dont elle devient la capitale à la période pré et proto-dynastiques (IVe millénaire). À cette époque la ville est un des lieux saints les plus importants du delta.

## Géographie
Le tell se trouve dans la plaine de alluviale au nord-est du delta.

## Histoire
La ville de Bouto était constituée de deux villes, Pé et Dep qui se faisaient face, séparées par un des bras du delta du Nil. Ces deux villes jumelles étaient la demeure de Ouadjet, déesse tutélaire de la Basse-Égypte et protectrice de la couronne rouge et des âmes de Pé, sortes d'ancêtres divins qui avec les âmes de Nekhen (Hiérakonpolis) accompagnaient le roi et les dieux dans leurs processions.
La Bouto des origines est donnée pour être la principale cité de la Basse-Égypte avant l'unification du royaume et la Ire dynastie (culture de Maadi-Bouto).
Le sanctuaire principal dédié à Ouadjet est en ruine et présente aujourd'hui quelques vestiges, statues et éléments d'architecture, la plupart datant du Nouvel Empire.
Les fouilles menées par l'Institut allemand d'archéologie orientale ont mis au jour dans les années 2000 les vestiges de l'antique cité de Bouto, la ville des premiers temps. Ils ont notamment découvert quantité de poteries remontant à la période prédynastique permettant de valider l'hypothèse historique d'une absorption du royaume du nord par le royaume du sud. En effet, sur une stratigraphie de plusieurs centaines d'années l'étude céramologique de ces vestiges a démontré que la production locale beaucoup moins élaborée que celle du sud du pays a laissé peu à peu place à cette dernière avec une brusque inversion de la tendance à dater des niveaux correspondant aux premières dynasties. Cela induit que la technique de production des céramique du sud y a été importée remplaçant définitivement l'antique et archaïque production du royaume de Basse-Égypte. Cette découverte outre le fait de valider les récits historiques permet pour la première fois d'étudier un changement historique à la suite d'une conquête d'un royaume sur un autre.
Le temple disposait d'un pronaos.

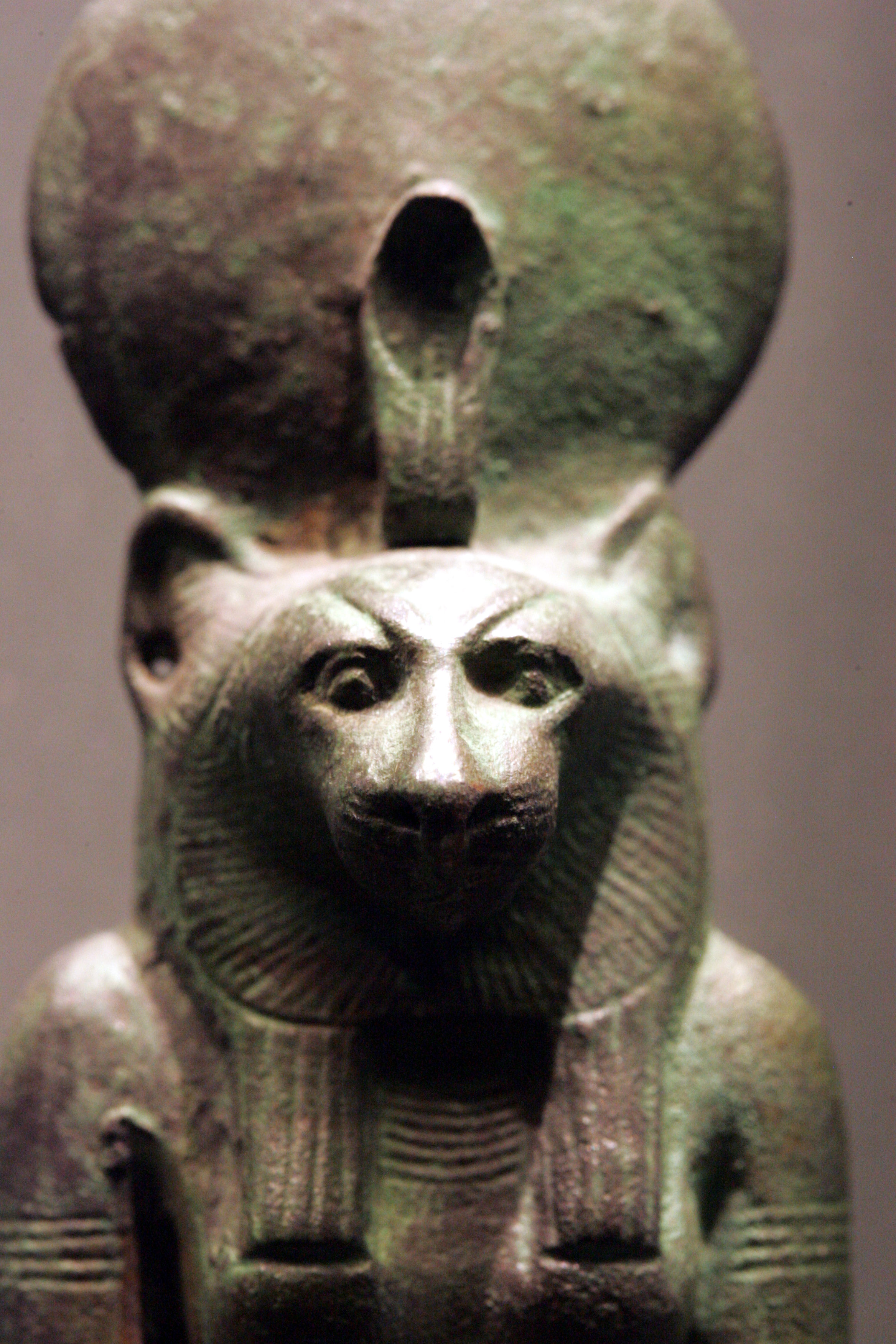
La déesse Ouadjet léontoncéphale - Musée du Louvre

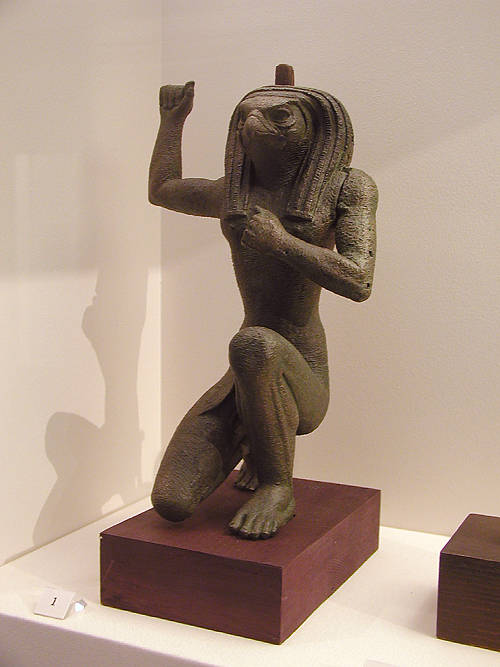
Statue en bronze d'une Âme de Bouto - British Museum

La cité reprend alors de l'importance et se développera sans discontinuer jusqu'à l'époque romaine dont les niveaux d'habitation ont déjà été fouillé à l'époque de Petrie. Hérodote témoigne de la réputation de l'oracle du temple de la déesse et des grandes fêtes qui s'y célébraient. En 311 av. J.-C., Ptolémée Lagos qui n'était encore qu'officiellement satrape d'Égypte restitua au sanctuaire les territoires que lui avait attribué l'éphémère pharaon Khababash vers 337 av. J.-C., apparaissant ainsi déjà agir comme un souverain légitime.
Des quartiers artisanaux, des bains ptolémaïques et romains attestent ainsi du rôle économique de la ville dans la région et font écho aux récits des auteurs classiques qui décrivent la cité comme l'une des plus importantes de cette partie du delta.
Elle sera peu à peu abandonnée à la fin de l'époque romaine qui ouvre sur l'époque chrétienne. Des carriers s'installent sur les vestiges de la cité antique et commencent à démanteler ses monuments afin de fournir en pierre la construction de nouvelles villes ou bien de produire de la chaux.

## Site mythologique
Ouadjet (ou Ouadjyt) était la déesse tutélaire protectrice de Bouto. Cobra protecteur de la couronne rouge de Basse-Égypte, elle était un symbole très important de la souveraineté du pharaon sur les « Deux Terres » (le sud et le nord).